# Kiwanis

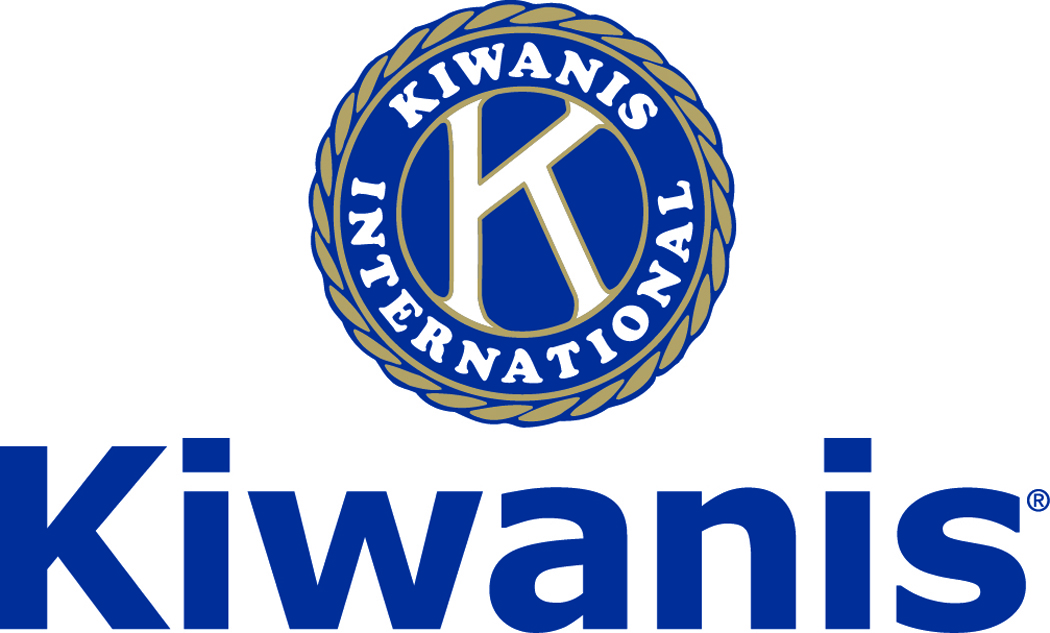
Kiwanislogo

Kiwanis International ist eine weltweit tätige Service-Club-Organisation mit etwa 13.000 Clubs in 82 Ländern.

## Ziele und Tätigkeiten
Kiwanis International ist eine weltweite Serviceorganisation, die sich dafür einsetzt, das Leben von Kindern zu verbessern, Gemeinschaftsdienste zu fördern, internationale Zusammenarbeit zu unterstützen, Führungskompetenzen zu entwickeln und Netzwerke in den Gemeinschaften aufzubauen.

## Geschichte
Am 21. Januar 1915 rief Allen Browne in Detroit die Organisation unter dem ursprünglichen Namen The Benevolent Order of Brothers ins Leben. Noch im gleichen Jahr erfolgte die Umbenennung in Kiwanis. Das Wort ist einer indianischen Sprache entlehnt. „Nune–Kee-Wanis“ bedeutet so viel wie „Ausdruck der eigenen Persönlichkeit“.
1916 legte die Vereinigung ihre Grundsätze fest, in denen unter anderem der Vorrang humaner und geistiger Werte vor materiellen Interessen betont wird. Das Motto „we build“ wurde beschlossen. In diesem Jahr entstand in Hamilton (Kanada) der erste Kiwanis-Club außerhalb der Vereinigten Staaten.
Während andere Clubs mit der Zeit die internationale Verbreitung suchten, fiel für Kiwanis erst 1961 in Toronto der Beschluss zur weltweiten Verbreitung der Kiwanis-Idee. 1963 gründete sich der erste europäische Club in Wien, im selben Jahr der erste deutsche Club in Frankfurt am Main. Nachdem in Europa zahlreiche Clubs in verschiedenen Ländern entstanden waren, wurde 1968 Kiwanis International – Europe (KI-E) ins Leben gerufen.
Seit 1987 nimmt die Organisation auch Frauen auf. 1998 wurde das derzeit gültige Motto „serving the children of the world“ beschlossen.

## Organisation
Kiwanis ist nach UNICEF die weltweit zweitgrößte Organisation, die sich um das Wohl von Kindern kümmert. Deren Dachorganisation ist Kiwanis International. Ihr Hauptsitz befindet sich in Indianapolis. Kiwanis hat Clubs in 82 Ländern und geografischen Regionen.
| Club-Bezeichnung      | Anzahl | Mitglieder | Mitgliederstruktur, Altersgruppen  |
| --------------------- | ------ | ---------- | ---------------------------------- |
| Kiwanis               | 6.716  | 169.269    | Erwachsene                         |
| Circle-K              | 580    | 8.463      | Studierende                        |
| Key Club              | 5.877  | 204.917    | 14 bis 18 Jahre                    |
| Kiwanis Builders Club | 1.124  | 26.976     | 11 bis 14 Jahre                    |
| Kiwanis K-Kids        | 988    | 22.724     | 6 bis 12 Jahre                     |
| Kiwanis Action Club   | 564    | 5.738      | Erwachsene mit behinderten Kindern |

Stand 30. September 2023
Kiwanis Europa hat zurzeit 30.000 Mitglieder. Der Sitz der europäischen Hauptverwaltung befindet sich in Gent (Belgien).
Der deutsche Distrikt besteht aus 125 Clubs mit rund 2.500 Mitgliedern (Stand: Januar 2024). An der Spitze des Distrikts steht der für jeweils ein Jahr gewählte Governor. Der deutsche Distrikt ist in vier Bereiche mit insgesamt 21 Divisionen aufgeteilt. Den Bereichen stehen Bereichs-Chairmen vor, die Divisionen werden von Lt. Governors geleitet.
Für die Gründung eines Kiwanisclubs sind mindestens 15 Mitglieder erforderlich. An der Spitze des Clubs steht der für ein Jahr gewählte Präsident, daneben der Vizepräsident, ein Sekretär (Geschäftsführer) und ein Schatzmeister. Des Weiteren gibt es sogenannte Chairmen (Referenten), die als Vorstandsmitglieder für bestimmte Aufgaben (Öffentlichkeitsarbeit, Programmgestaltung etc.) zuständig sind.

## Finanzierung
Die finanzielle Unterstützung für Projekte um Kinder und Jugendliche wird in der Hauptsache durch Veranstaltungen, Sponsoring und Spenden generiert. Veranstaltungen sind zum Beispiel Konzerte, Sportveranstaltungen und Theateraufführungen. Dabei können lokale Unternehmen als Sponsoren auftreten. Die Erlöse werden dann gemeinsam mit weiteren Spendengeldern an die bedachten Organisationen oder Projekte weitergegeben. Der ideelle Teil der Clubs ist dabei in den meisten Fällen von der Verwaltungsorganisation abgekoppelt. So werden erwirtschaftete Gelder immer satzungsgemäß verwendet, ohne dass es eine Vermischung mit Mitgliedsbeiträgen oder Werbemitteln kommt.

## Projekte
- Eliminate

In Zusammenarbeit mit UNICEF hat Kiwanis International mütterlichen und frühkindlichen Tetanus eliminiert. Kiwanis Deutschland unterstützte Eliminate als deutschlandweites Referenzprojekt. Kiwanis Deutschland beendete die deutsche Kampagne 2019 mit dem erreichten Spendenziel von 670.000 EUR.
- Schulranzen-Projekt

Kinder aus finanzschwachen Familien werden durch die regional tätigen Kiwanisclubs mit Schulranzen und Schulutensilien ausgestattet. Der Ausgrenzung sozial benachteiligter Schüler soll mit dem Projekt entgegengewirkt werden.
- Geheimsache Igel

Als Bühnenprojekt versucht „Geheimsache Igel“, Kinder im Vor- und Grundschulalter für das Thema sexuelle Gewalt zu sensibilisieren.

## Grundsätze

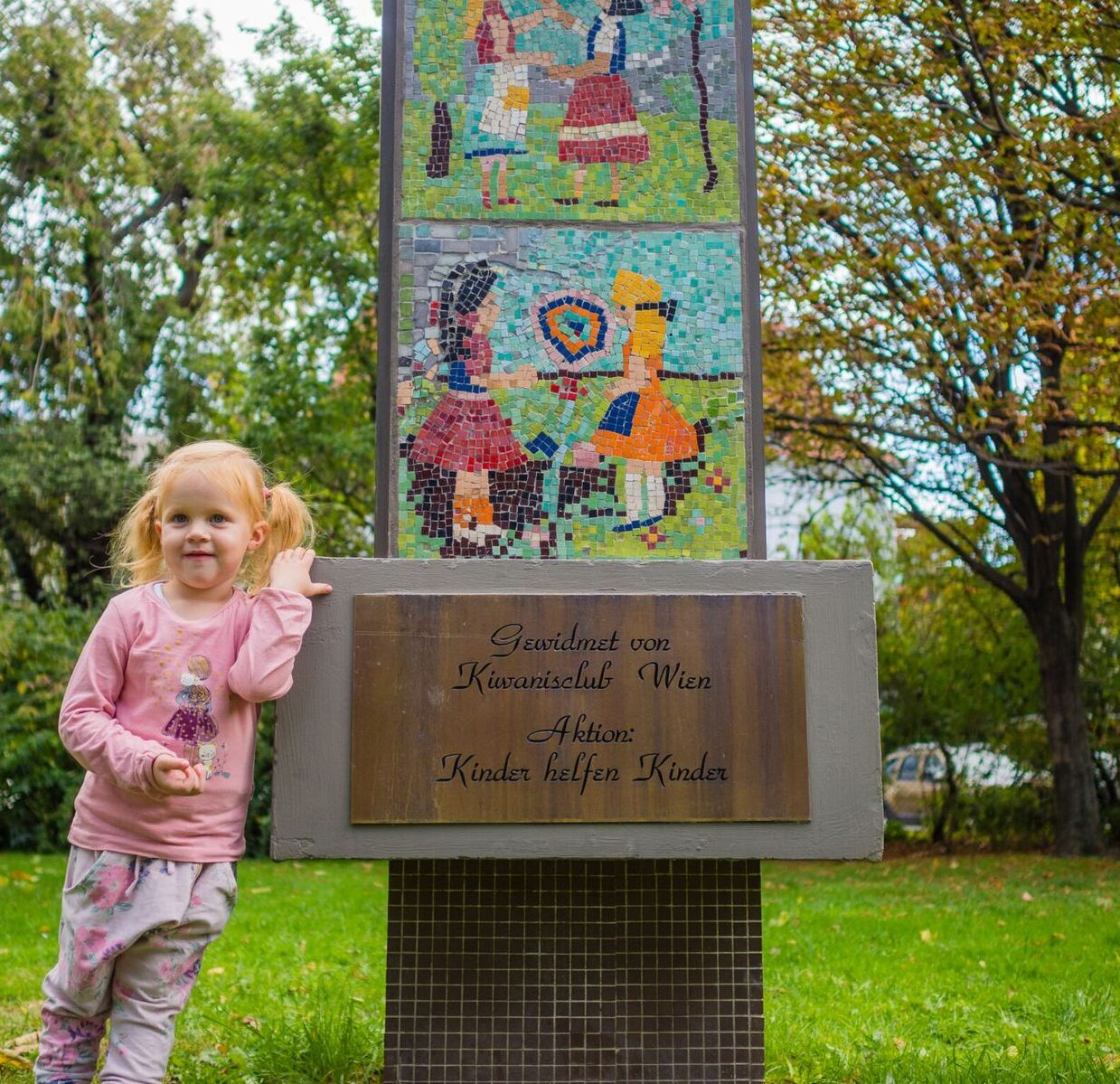
Vom Kiwanisclub Wien errichtete Säule im Wiener Stadtpark

Goldene Regel: „Verhalte Dich immer so, wie Du erwartest, dass sich Deine Mitmenschen Dir gegenüber verhalten“, angelehnt an Mt 7,12 .
Daneben gibt es sechs weitere Grundsätze:
- Humanitäre und geistige Werte sind wichtiger als materielle Werte.
- Wir stehen für soziale Verantwortung und vertreten ethische Berufsauffassungen.
- Mit beispielhaftem Verhalten fördern wir Gemeinsinn und staatsbürgerliches Bewusstsein.
- Wir gewinnen Freunde, dienen uneigennützig und bilden gute Gemeinschaften.
- Wir fördern Gerechtigkeit und Loyalität gegenüber einem freien Staatswesen.
- Wir befolgen die „goldene Regel“: Verhalte Dich so, wie Du es auch von anderen erwartest.